# Продьмо Микола Олександрович
Продьмо Микола Олександрович (1879,? — ?) — військовий старшина Армії Української Держави.

## Біографія
Закінчив Єлисаветградське кавалерійське училище (у 1900 році), служив у 13-му драгунському Військового Ордена полку (місто Гарволін, Польща). У складі 3-го прикордонного Заамурського кінного полку брав участь у Першій світовій війні. Був нагороджений Георгіївською зброєю (8 травня 1917 року). Останнє звання у російській армії — підполковник.
З листопада 1917 року — командир 3-го Гайдамацького куреня військ Центральної Ради в Одесі. З 4 липня 1918 року — командир 1-го Запорізького кінно-козачого полку ім. К. Гордієнка Армії Української Держави. У листопаді 1918 року з початком протигетьманського повстання, як і більшість екс-РІА кадрів гетьмана, виїхав на Дон, служив у Збройних Силах Півдня Росії.
Подальша доля невідома.